# Хомстед (Пенсильвания)
Хомстед (англ. Homestead, в русской транскрипции ранее именовался Гомстед) — боро в округе Аллегейни, штат Пенсильвания, США в долине реки Мононгахила. Хомстед находится в  11 км к юго-востоку от центра Питтсбурга. В конце XIX века крупный фабричный центр. Стал всемирно знаменит во время Гомстедской стачки 1892 года. Это событие стало важным этапом в истории профсоюзного движения Соединенных Штатов. Население Хомстеда составляло 3165 при переписи 2010 года.

## История
На южном берегу реки Мононгахила, где сейчас находятся районы Хомстед, Мунхолл и Вест Хомстед, первые белые поселенцы появились в 1770-х годах. Спустя сто лет большая часть существующих сельскохозяйственных угодий на равнинах и склонах холмов у реки была выкуплена и продана местными банками и собственниками земли для создания города Хомстед. Поселение получило права города в 1880 году.
Строительство железной дороги, стекольного завода, а в 1881 году первого чугунолитейного завод привели к бурному росту и процветанию города. В 1883 году Эндрю Карнеги выкупил предприятие Homestead Steel Works, добавив его в свою империю металлургических и коксохимических предприятий. До этого Карнеги приобрел контрольный пакет акций коксовых заводов Генри Клея Фрика на Мононгахиле, что стало прологом драматическим столкновениям между рабочими и полицией в Хомстеде.

## Драма 1892 года
Город приобрёл международную известность в июле 1892 года как место жестокого столкновения между уволенными сталелитейщиками и наёмными охранниками Пинкертона. Событие вошло в историю под названием Гомстедская стачка.
Весной 1892 года Генри Клэй Фрик, совладелец и управляющий заводом (и компаньон Эндрю Карнеги), заявил, что зарплата рабочих будет сокращена. Комитет Ассоциации сталелитейщиков отказался подписать новый коллективный контракт и начал забастовку. В ответ Фрик объявил локаут, заявив, что профсоюзу не место на металлургическом заводе. Одновременно он начал нанимать штрейкбрехеров.
Чтобы прекратить забастовку и спасти завод от недовольных рабочих, Генри Клэй Фрик нанял сотни вооруженных людей из Национального детективного агентства Пинкертона. Когда утром 6 июля прибыли баржи с боевиками, решительно настроенные рабочие и горожане встретили их у берега реки. Свидетельства очевидцев расходились в части взаимных обвинений о том, кто именно первым открыл стрельбу. Но в любом случае началось вооруженное противостояние. В результате 11 человек были убиты, а десятки ранены.
В конечном итоге губернатор Пенсильвании потребовал навести порядок в городе с помощью Национальной гвардии.
Фактически Фрик уничтожил профсоюз в Хомстеде. А впоследствии и на большинстве других своих сталелитейных заводов.

## Хомстед в XX веке.
К началу XX века,  население Хомстеда составляло 12 554 человека, из которых около 7 000 были заняты на заводах. В основном это были мигранты из Восточной и Южной Европы.
К 1910 году население увеличилось до 18 713, а затем до 20 452 в 1920 году.
В 1940 году в Хомстеде проживало 19 041 человек. В начале 1940-х годов почти половина населения была переселена в рамках программы перевода сталелитейной промышленности на военные рельсы. Рабочих переводили на те заводы, где планировалось массовое изготовление танков и боевых кораблей. После окончания Второй мировой войны произошёл резкий спад в сталелитейной промышленности США.
К 1980 году Хомстел переживал трудные времена. Производство стали резко упало. Тысячи людей лишились работы.
В начале 1990-х производственные корпуса были снесены. А в 1999 году их место занял торговый центр Waterfront. Население прежней территории Хомстеда резко сократилось. К моменту переписи 2010 года число жителей района составляло всего 3165 человек.
Экономический подъём начался после 2002 года.

## Известные уроженцы.
- Джеф Голдблюм, американский актёр
- Тамара Тюни, американская актриса, режиссёр и продюсер